# Arto
L'arto è un'appendice mobile connessa al corpo umano o animale mediante articolazioni. 
La maggior parte degli animali usano gli arti per la locomozione, ad esempio per correre, camminare, saltare. Generalmente gli arti anteriori (o nel caso dei bipedi gli arti superiori) sono adoperati per trasportare o manipolare oggetti.

## Descrizione
In riferimento all'anatomia dell'uomo, gli arti si distinguono in superiori (comunemente definiti braccia) e inferiori (comunemente definiti gambe), mentre per i quadrupedi gli arti sono posteriori o anteriori e vengono indifferentemente comunemente chiamati zampe. Mentre i bipedi (tra cui l'uomo) usano solo gli arti inferiori per muoversi, i quadrupedi corrono o camminano su tutti e quattro gli arti; gli umani, per quanto posseggano arti superiori più deboli rispetto ad altri mammiferi, con essi raggiungono livelli di mobilità ben superiori e le mani, che ne costituiscono l'estremità, permettono all'uomo di agguantare e manipolare con cura gli oggetti con cui interagisce. Lo scheletro degli arti superiori è formato dalle ossa del braccio (radio e ulna) e dalle piccole ossa della mano (carpo, metacarpo, falangi).
Tra le ossa del braccio e dell'avambraccio si trova l'articolazione del gomito. Lo scheletro del braccio è collegato a quello del tronco mediante il cingolo scapolare, (scapola e clavicola: la scapola è l'elemento di collegamento tra omero e clavicola, a sua volta articolata con lo sterno). L'articolazione tra omero e scapola forma la spalla. Lo scheletro dell'arto inferiore è formando dall'osso della coscia (femore), dalle ossa della gamba (tibia e perone) e dalle piccole ossa del piede (calcagno, tarso, metatarso e falangi). Lo scheletro della coscia è collegato a quello del tronco mediante il bacino o cingolo pelvico. Tra le ossa della coscia e della gamba si trova l'articolazione del ginocchio, protetta dal l'osso della rotula.